# تيك بيش (نرغسان)
تیك بيش (بالفارسية: تیک پیش) هي منطقة سكنية تقع في إيران في قسم نرغسان الریفي. يقدر عدد سكانها بـ 0 نسمة بحسب إحصاء 2016.